# Objekt 775
Az Objekt 775 (oroszul: Объект 775) szovjet kísérleti rakétás harckocsi (páncélvadász) volt, amelyet az 1960-as évek elején fejlesztettek ki a Cseljabinszki Traktorgyárban (CSTZ). Csak prototípusok készültek, sorozatgyártására nem került sor. Jellegzetessége volt az igen alacsony építés.